# Elleanthus condorensis
Elleanthus condorensis är en orkidéart som beskrevs av Dodson. Elleanthus condorensis ingår i släktet Elleanthus och familjen orkidéer.
Artens utbredningsområde är Ecuador. Inga underarter finns listade i Catalogue of Life.